# Chaetomitrium paleatum
Chaetomitrium paleatum är en bladmossart som beskrevs av Fleischer 1922. Chaetomitrium paleatum ingår i släktet Chaetomitrium och familjen Hookeriaceae. Inga underarter finns listade i Catalogue of Life.